# Мюден (Мозель)
Мюден (нем. Müden) — община в Германии, в земле Рейнланд-Пфальц.
Входит в состав района Кохем-Целль. Подчиняется управлению Трайс-Карден. Население составляет 649 человек (на 31 декабря 2010 года). Занимает площадь 7,50 км².